# Сосновый Бор (Красноярский край)
Сосновый Бор — посёлок Большеулуйского района в Красноярском крае. Входит в состав Большеулуйского сельсовета.

## История
В 1976 г. Указом Президиума ВС РСФСР поселок межколхозстроя переименован в Сосновый Бор.

## Население
| 2010 |
| ---- |
| 290  |